# Лоренцо Сонего
Лоренцо Сонего (на италиански: Lorenzo Sonego) е италиански тенисист.

## Биография
Лоренцо Сонего е роден на 11 май 1995 г. в Торино, Италия. Започва да играе тенис на 11 години, насърчаван от баща си Джорджо и треньора си Джипо Арбино. Фен е на италианския футболен клуб ФК „Торино“. Той играе футбол за младежката академия на Торино между шест и тринадесет годишна възраст, след което се съсредоточава върху тениса.

## Кариера
Лоренцо Сонего достига най-високо класиране в кариерата си на сингъл, като световен номер 21 на 4 октомври 2021 г. Той има най-високо класиране в кариерата си на двойки под номер 60, постигнато на 12 септември 2022 г. Прави своя дебют в основната схема на ATP през 2016 на турнира Италия Оупън, където получава уайлдкард и е включен в основната схема.

## Кариерна статистика

### ATP финали (4 титли; 6 финала)
|        | П–З | Година | Турнир               | Клас      | Настилка   | Опонент           | Резултат                |
| ------ | --- | ------ | -------------------- | --------- | ---------- | ----------------- | ----------------------- |
| Победа | 1–0 | 2019   | Анталия Оупън        | 250 серии | Трева      | Миомир Кецманович | 6–7(5–7), 7–6(7–5), 6–1 |
| Загуба | 1–1 | 2020   | Виена Оупън          | 500 серии | Твърда (з) | Андрей Рубльов    | 4–6, 4–6                |
| Победа | 2–1 | 2021   | Сардиния Оупън       | 250 серии | Клей       | Ласло Джере       | 2–6, 7–6(7–5), 6–4      |
| Загуба | 2–2 | 2021   | Истборн Интернешънъл | 250 серии | Трева      | Алекс де Минор    | 6–4, 4–6, 6–7(5–7)      |
| Победа | 3–2 | 2022   | Мозел Оупън          | 250 серии | Твърда (з) | Александър Бублик | 7–6(7–3), 6–2           |
| Победа | 4–2 | 2024   | Уинстън-Сейлъм Оупън | 250 серии | Твърда     | Алекс Микелсен    | 6–0, 6–3                |